# Tiro ai Giochi della VII Olimpiade - Bersaglio mobile a squadre
La competizione del bersaglio mobile a squadre  di tiro a segno ai Giochi della VII Olimpiade si tenne il 26 luglio 1920 al Campo Militare di Hoogboom, Brasschaat.

## Risultati
5 concorrenti per squadra. Distanza 100 metri. 10 colpi. La sagoma del cervo era in vista per 23 metri, coprendo la distanza in quattro secondi.
| Pos.    | Nazioni     | Atleti            | Punti       | Punti  |
| Pos.    | Nazioni     | Atleti            | Individuali | Totali |
| ------- | ----------- | ----------------- | ----------- | ------ |
| Oro     | Norvegia    | Harald Natvig     | 40          | 178    |
| Oro     | Norvegia    | Otto Olsen        | 39          | 178    |
| Oro     | Norvegia    | Ole Lilloe-Olsen  | 36          | 178    |
| Oro     | Norvegia    | Einar Liberg      | 36          | 178    |
| Oro     | Norvegia    | Hans Nordvik      | 27          | 178    |
| Argento | Finlandia   | Toivo Tikkanen    | 30          | 159    |
| Argento | Finlandia   | Nestor Toivonen   | 36          | 159    |
| Argento | Finlandia   | Magnus Wegelius   | 33          | 159    |
| Argento | Finlandia   | Kalle Lappalainen | 26          | 159    |
| Argento | Finlandia   | Yrjö Kolho        | 34          | 159    |
| Bronzo  | Stati Uniti | Thomas Brown      | 36          | 158    |
| Bronzo  | Stati Uniti | Larry Nuesslein   | 36          | 158    |
| Bronzo  | Stati Uniti | Lloyd Spooner     | 34          | 158    |
| Bronzo  | Stati Uniti | Carl Osburn       | 28          | 158    |
| Bronzo  | Stati Uniti | Willis Lee        | 24          | 158    |
| 4       | Svezia      | Alf Swahn         | 34          | 153    |
| 4       | Svezia      | Per Kinde         | 32          | 153    |
| 4       | Svezia      | Bengt Lagercrantz | 32          | 153    |
| 4       | Svezia      | Oscar Swahn       | 28          | 153    |
| 4       | Svezia      | Karl Larsson      | 27          | 153    |